# Abraham de Fabert
Abraham de Fabert, francoski maršal, vojaški inženir in politik, * 11. oktober 1599, Metz † 17. maj 1662, Sedan.
Leta 1658 je bil kot prvi neplemič povzdignjen v maršala Francije.